# Pierre Émile Mahier
Pierre Émile Mahier, né le 1er juillet 1827 à Château-Gontier, où il est mort le 2 décembre 1876, est un médecin français.

## Aperçu biographique

### Origine
Il est le fils de Pierre Mahier, pharmacien à Château-Gontier. Ce dernier a fait de nombreux travaux de chimie appliquée à l'agriculture. Pierre Émile Mahier s'occupait, sur la demande de Robinet, de concert avec son fils, de recherches sur les eaux courantes des environs de Château-Gontier, et de l'étude des eaux potables de tout l'arrondissement.
Membre du conseil municipal de Château-Gontier, il est à l'initiative de plusieurs réalisations : l'éclairage au gaz, la distribution publique d'eaux destinées à la population, la construction d'une église. Il est membre du conseil d'hygiène de Château-Gontier et membre correspondant de la Société de pharmacie de Paris.

### Docteur en médecine
Il est d'abord élève à l'hôpital militaire du Val-de-Grâce.  Il soutient à Paris sa thèse de doctorat : De l'emphysème pulmonaire, 28 pp. in-8.
Il est médecin des hospices de Château-Gontier, membre de la Société d'hydrologie médicale et de la Société de médecine légale de Paris, de la Société de médecine d'Angers, du Conseil d'hygiène de Château-Gontier, lauréat de l'Académie de médecine.

### Hydrothérapie
Installé à Château-Gontier, il s'y livre à la pratique médicale, et s'efforce de développer les eaux minérales ferrugineuses de cette ville à la suite de Henri-Louis Bayard, en développant l'établissement des Thermes de Château-Gontier.

## Œuvres et publications
Il a laissé, outre ses études d'hydrologie locale, des travaux sur l'hygiène et la médecine légale: 
- Mémoire sur les ouvriers qui travaillent les coquilles de nacre de perle Annales d'hygiène publique et de médecine légale, t. XLVIII, p. 251–251) en collaboration avec le professeur A. Chevallier de Paris, à propos d'un cas médico-légal: ce mémoire signale et différencie de la phtisie vraie la pseudo phtisie des nacriers.
- De l'emploi médical des eaux minérales de Château-Gontier, Paris et Château-Gontier, 1854, 144 pp. in-12.
- Plusieurs observations de chorée, traitée par les eaux ferrugineuses de Château-Gontier et l'hydrothérapie, 1864-1865.
- Du traitement des nécroses par l'hydrothérapie et les eaux minérales ferrugineuses de Château-Gontier (Mayenne), Château-Gontier, 1869.
- En 1864, Mahier présente à l'Académie de médecine un Essai de topographie médicale. Arrondissement de Château-Gontier, qui obtient un élogieux rapport de Maxime Vernois au nom d'une Commission composée de Gaspard Adolphe Chatin, Guérard et Vernois (Séance du 12 juillet 1864)[5]. C'est un fragment de ce travail que Mahier publie en 1869 sous le titre: Topographie médicale. Recherches hydrothérapiques sur l'arrondissement de Château-Gontier. Ce chapitre fut auparavant revu et contrôlé par Robinet, présenté par lui à l'Académie de médecine, et un rapport en fut fait par Vernois (Séance du 17 septembre 1867)[6]
- Les questions médico-légales de Paul Zacchias, médecin romain, études bibliographiques. Paris 1872, 95 pp. in-8, étude sur la vie et l'un des ouvrages du père de la médecine légale.
- Du mode de translation des aliénés, in-8, Château-Gontier, 1873.

## Sources partielles
: document utilisé comme source pour la rédaction de cet article.
- « Pierre Émile Mahier », dans Alphonse-Victor Angot et Ferdinand Gaugain, Dictionnaire historique, topographique et biographique de la Mayenne, Laval, A. Goupil, 1900-1910 [détail des éditions] (BNF 34106789, présentation en ligne)
- Paul Delaunay, Vieux médecins mayennais
- Bulletin de la Commission historique et archéologique de la Mayenne. 1904.